# Syzygy (The X-Files)
«Syzygy» es el decimotercer episodio de la tercera temporada de la serie de televisión de ciencia ficción The X-Files. El episodio se emitió por primera vez en los Estados Unidos el 26 de enero de 1996, en la cadena Fox. Fue escrito por el creador de la serie Chris Carter y dirigido por Rob Bowman. El episodio es una historia del «monstruo de la semana», desconectada de la mitología más amplia de la serie. «Syzygy» obtuvo una calificación Nielsen de 10,8, siendo visto por 16,04 millones de personas en su transmisión inicial. El episodio recibió críticas mixtas, con muchos críticos y fanáticos molestos por la interpretación negativa de Mulder y Scully.
El programa se centra en los agentes especiales del FBI Fox Mulder (David Duchovny) y Dana Scully (Gillian Anderson) que trabajan en casos relacionados con lo paranormal, llamados expedientes X. En este episodio, Mulder y Scully investigan los asesinatos de estudiantes de secundaria en un pueblo pequeño donde todos actúan de manera extraña. Descubren que dos adolescentes son los responsables, debido a una extraña conjunción planetaria que afecta a su comportamiento.
El título del episodio se refiere a una alineación astronómica de tres objetos celestes, generalmente el sol, la tierra y la luna u otro planeta. El comportamiento de Mulder y Scully en el episodio fue escrito específicamente por Carter, para alertar a la audiencia del programa, de que Mulder y Scully no se convertirían en una pareja romántica. Además, el episodio contenía varios chistes de los fanáticos, como el enfado de Scully porque Mulder siempre es el conductor, lo que se inspiró en las bromas de los fanáticos.

## Argumento
En Comity, Nuevo Hampshire, un grupo de estudiantes de secundaria realiza un epicedio por su amigo muerto, la supuesta víctima de un culto satánico local. Dos chicas, Terri Roberts (Lisa Robin Kelly) y Margi Kleinjan (Wendy Benson), son llevadas a su casa por un atleta, Jay «Boom» DeBoom (Ryan Reynolds). Las chicas le dicen a Boom que el culto busca a una virgen rubia como la próxima víctima, convenciéndole de que se salga de la carretera. Al día siguiente, la policía encuentra a Boom colgando de un acantilado. Fuera de la vista de la policía, Terri y Margi se sientan en la parte superior, riendo.
Fox Mulder (David Duchovny) y Dana Scully (Gillian Anderson) llegan a Comity después de discutir sobre direcciones en el camino. Conocen a una detective local, Angela White (Dana Wheeler-Nicholson), y van al funeral de Boom. Scully, de mal humor, es escéptica de estas afirmaciones. El director de la escuela secundaria, Bob Spitz, interrumpe el funeral despotricando al estilo inquisitorial sobre los cultos satánicos que asesinan a sus hijos cuando de repente el ataúd comienza a echar humo y se prende fuego. Mulder y Scully van a salas separadas para entrevistar a Margi y Terri, quienes ofrecen una historia idéntica sobre una ceremonia satánica en la que sacrificaron a un bebé. Scully piensa que sus historias son un cliché y señala el hecho de que la creencia en una conspiración satánica es ilógica y paranoica. Al mirar el cuerpo de la última víctima, Mulder y el Detective White encuentran una marca de quemaduras en forma de una bestia con cuernos; Scully dice que no ve nada. Mulder va a ver a White para disculparse por el comportamiento de Scully y los dos visitan a la astróloga local, Madame Zirinka, quien afirma que el comportamiento loco de la ciudad se debe a la extraña conjunción planetaria de los planetas Marte, Urano y Mercurio. Terri y Margi ven practicar baloncesto, deseando a uno de los jugadores, Scott, cuya novia es la animadora Brenda (para disgusto de Terri y Margi). Otro de los jugadores accidentalmente derrama una mesa de bebidas sobre ellos, por lo que hacen que la pelota rebote debajo de las gradas, que se cierra cuando va a buscarla, matándolo. Scully está enfadada con Mulder por abandonarla para estar con el Detective White.
Un grupo de habitants del lugar busca una fosa común en el bosque y encuentra una bolsa, perteneciente al pediatra del pueblo, llena de huesos, que Spitz supone erróneamente que pertenecían a un niño. La multitud enfadada va a ver al doctor, quien dice que vendió la bolsa. Los huesos terminan perteneciendo al «Sr. Tippy», un perro que perteneció a Terri. Scully está molesta por una broma que le hace Mulder y le dice que regresará a Washington. Margi y Terri celebran su cumpleaños y Brenda usa una tabla Ouija para saber con quién se casarán; todos piensan que es Scott antes de que el puntero se desvíe de la C y deletree a Satán. Brenda se precipita al baño donde Margi y Terri cantan «Bloody Mary» y se encierra, donde muere por el vidrio de un espejo roto. White se dirige a la habitación del hotel de Mulder porque encontró una caja que dentro tenía el collar de su gato, y luego trata de seducir a Mulder, pero son interrumpidos por Scully quien les informa de la muerte de Brenda. Terri y Margi intentan consolar a Scott, quien las calla. Terri está enfadada con él, pero a Margi todavía le gusta y se va.
Mulder va a visitar a Madame Zirinka nuevamente, quien le dice que los planetas se alinean así solo una vez cada 84 años, y las alineaciones adicionales harán que todas las personas nacidas el 12 de enero de 1979 (fecha de nacimiento de Margi y Terri) tengan toda la energía en el cosmos centrada en ellos. Margi va a ver a Scott solo, pero llega una Terri enfadada. Los dos discuten entre sí y terminan matando accidentalmente a Scott después de hacer que uno de los resortes y la puerta del garaje le dispararan. Margi se dirige a Mulder, diciéndole que Terri es responsable de los asesinatos, mientras que Terri va a ver a Scully y le dice lo contrario. Los agentes se llaman y llevan a las dos chicas a la comisaría de policía, donde el lugar comienza a temblar, haciendo que los muebles se muevan y que todas las armas se disparen por sí solas. Mulder encierra a las chicas en una habitación y su poder desaparece una vez que el reloj marca la medianoche. Cuando la gente de la ciudad y el Detective White finalmente ven a Terri y Margi como los culpables, Spitz afirma que fue obra de Satanás, ajeno a la energía de la alineación cósmica. Mulder y Scully conducen a su casa, discutiendo nuevamente sobre la ruta; cuando Scully desafiante ordena una señal de alto, Mulder le avisa pero ella le dice que se calle, y es lo que hace.

## Producción

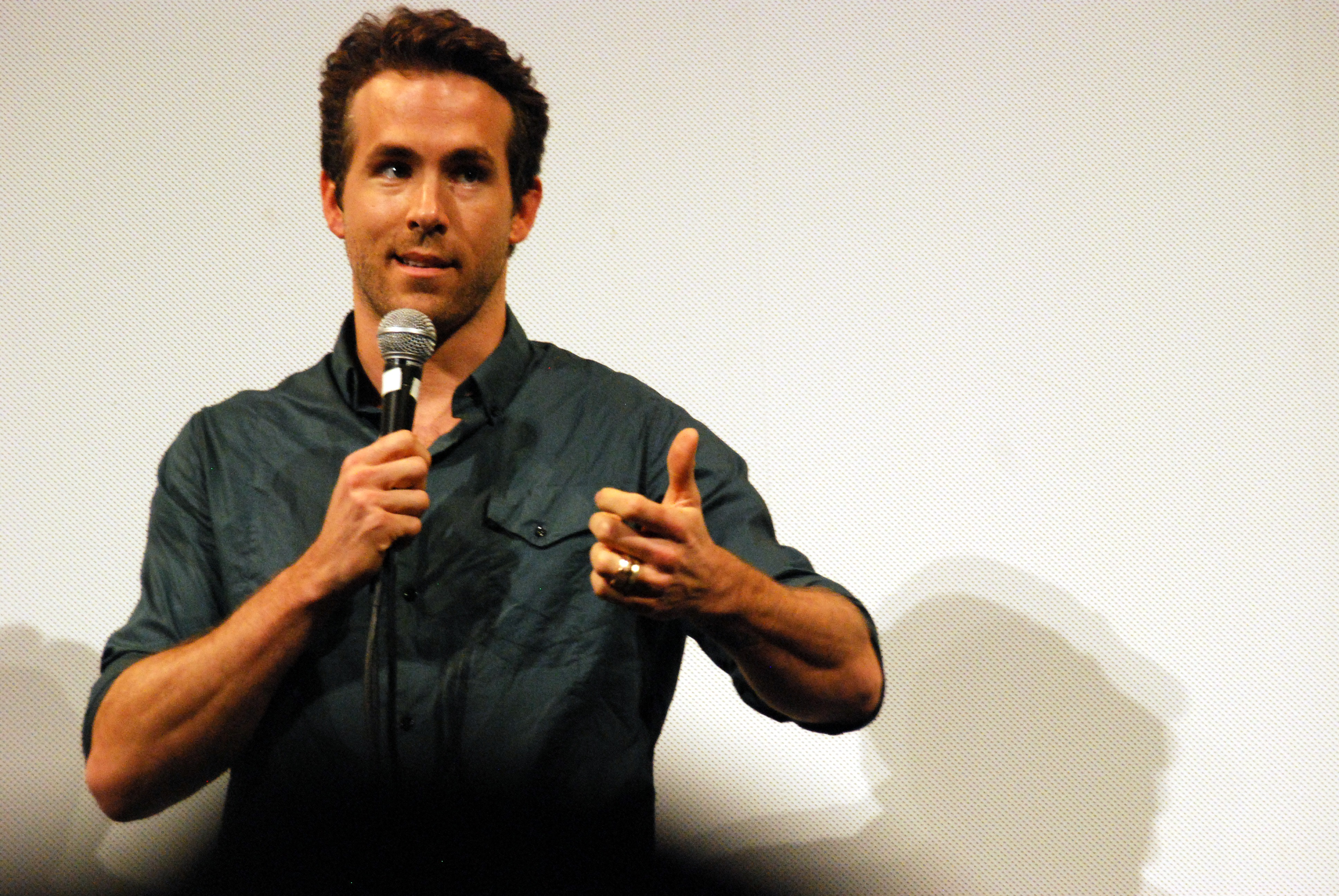
Ryan Reynolds interpreta a un adolescente en el episodio.

El episodio fue escrito por el creador de la serie Chris Carter y dirigido por Rob Bowman. Bowman «no era un fanático del episodio», diciendo: 

El programa resultó ser mucho más difícil de lo que esperaba, y no hubo tiempo suficiente para filmar el programa correctamente porque estábamos muy cerca de las vacaciones de Navidad. Me sentí extremadamente presionado y frustrado, aunque hay cosas en él que me encantan, particularmente las bromas entre Mulder y Scully. Pero en general, pensé que el espectáculo fue muy indirecto. No siento que los personajes supieran nunca lo que estaba pasando y no creo que sea tan genial que los niños estén asesinando gente. No sentí que estuviera filmando un episodio de The X-Files, y creo que decepcioné un poco a Chris Carter.

El nombre de este episodio, «Syzygy» se refiere a una alineación astrológica en línea recta de tres o más cuerpos celestes en un sistema gravitacional. El nombre de Grover Cleveland Alexander High School, escenario de gran parte de la acción de este episodio, hace referencia a una pregunta en Jeopardy! que el coprotagonista de la serie David Duchovny contestó equivocadamente cuando apareció en el programa. La escena en la que Mulder ve una película de Keystone Kops en todos los canales de televisión originalmente tenía la intención de incluir la película La naranja mecánica (1971), pero los derechos del metraje eran demasiado costosos, por lo que los productores decidieron elegir otra opción. Carter sintió que, en retrospectiva, terminó encajando mejor.
La pelea de Mulder y Scully acerca de que Mulder siempre conducía se basó en una crítica común de los fanáticos, muchos de los cuales notaron que Mulder solía ser el que conducía el auto; Según la coprotagonista de la serie, Gillian Anderson, este fue un detalle que los fanáticos de Internet habían hecho desde «el comienzo del programa». La broma de Mulder sobre los «pequeños pies» de Scully era una broma que Carter había hecho antes en una convención de fanáticos en Pasadena, California. Con respecto al tono de este episodio, Duchovny explicó más tarde que los episodios cómicos del programa eran en general más ridículos que otros, diciendo: «Está The X-Files de los independientes, y luego  The X-Files de la mitología, y luego también están los cómicos The X-Files, en los que los personajes no son realmente los personajes que conocemos».

## Recepción
«Syzygy» se estrenó en la cadena Fox el 26 de enero de 1996. El episodio obtuvo una calificación Nielsen de 10,8 con una participación de 17, lo que significa que aproximadamente el 10,8 por ciento de todos los hogares equipados con televisión y el 17 por ciento de los hogares que ven televisión estaban sintonizados en el episodio. Un total de 16,04 millones de espectadores vieron este episodio durante su emisión original.
El episodio recibió críticas mixtas de los críticos. Entertainment Weekly le dio a «Syzygy» una A, describiendo el episodio como «otro escandaloso comentario, esta vez de veneno adolescente, paranoia de películas B y la relación dolorosamente moderada de nuestros agentes», con elogios a los villanos y la discusión sobre el motivo Mulder siempre conduce, considerado «uno de los intercambios más divertidos de Mulder y Scully». Emily VanDerWerff de The A.V. Club dio una B-, describiéndolo como «una hora entretenida que nunca llega al nivel de esos otros episodios» como «Humbug» y «War of the Coprophages». VanDerWerff argumentó que «Syzygy» fue un intento de Carter de intentar emular el estilo de escritura de los guiones de Darin Morgan, sin éxito; señaló que «las risas aquí son más vacías que la semana anterior en “Coprophages”», y agregó que «cada vez que piensas que el episodio ha encontrado una manera de plantar su pie firmemente en territorio cómico, hay un momento horriblemente juzgado de “drama”, como el monólogo final de Mulder». Connie Ogle de PopMatters incluyó a Margi y Terri entre los mejores personajes de monstruos de la semana de la serie, y describió a «Syzygy» como una «hilarante parodia de Heathers».
No todas las críticas fueron positivas. Paula Vitaris de Cinefantastique le dio al episodio una crítica moderadamente negativa y le otorgó una estrella y media de cuatro. Vitaris calificó la entrada como «una oportunidad perdida», y señaló que el humor del episodio «fracasa, porque el humor existe en el vacío». Además, argumentó que si el episodio se hubiera interpretado directamente, entonces «Syzygy» podría haber sido «un clásico de terror». Robert Shearman y Lars Pearson, en su libro Wanting to Believe: A Critical Guide to The X-Files, Millennium & The Lone Gunmen, calificaron el episodio con dos estrellas de cinco. Los dos criticaron el episodio por seguir los pasos de «War of the Coprophages» de Darin Morgan, que, según ellos, era un episodio superior de la serie. Shearman y Pearson señalaron además que el episodio «simplemente no fue muy divertido». El comportamiento extraño de Fox Mulder y Dana Scully entre ellos resultó en críticas negativas de críticos y fanáticos en Internet. Vitaris calificó la relación entre Mulder y Scully en el episodio como «fea». Shearman y Pearson calificaron las escenas de las disputas de Mulder y Scully como «difíciles de digerir». Chris Carter estaba algo decepcionado por la reacción que recibió el episodio, afirmando que había indicios de la naturaleza satírica del episodio esparcidos por «Syzygy» que los fanáticos simplemente no entendieron. Otros fanáticos entendieron lo que sucedió, pero no les gustó el episodio debido a su deseo de que Mulder y Scully se convirtieran en una pareja románticamente involucrada. Los fanáticos de X-Files en San Francisco imprimieron camisetas con la frase «Seguro. Bien. Lo que sea» dicho varias veces por Scully en este episodio.